# Catalogo in linea della Biblioteca del Congresso
Il Library of Congress Online Catalog è una base dati i cui record rappresentano la vasta collezione di materiali conservati nella Biblioteca del Congresso. Esso inoltre fornisce informazioni sullo stato di circolazione dei documenti e indicazioni sui materiali in corso di acquisizione.
Il Catalogo contiene circa 12 milioni di record che descrivono libri, periodici, file per computer, manoscritti, materiali cartografici, spartiti musicali, registrazioni sonore e materiali visivi. Esso fornisce all'utente strumenti di ricerca come riferimenti incrociati e note bibliografiche.  Il catalogo risiede sopra un'unica base dati integrata, senza separazioni fra diversi tipi di materiali, lingue, date o stato di elaborazione/circolazione.
Questa base dati in linea costituisce un efficace strumento per ricerche bibliografiche.